# Fondas-P3 Transfer 2006
Questa voce raccoglie le informazioni riguardanti la P3 Transfer-Fondas nelle competizioni ufficiali della stagione 2006.

## Stagione
Come Continental Team, la P3 Transfer-Batavus prese parte alle gare dei Circuiti continentali UCI, in particolare all'UCI Europe Tour.

## Organico

### Staff tecnico
GM=General manager; DS=Direttore sportivo.
|  | Naz.                   | Ruolo | Sportivo        |  |  |  |
|  | ---------------------- | ----- | --------------- |  |  |  |
|  | Paesi Bassi (bandiera) | DS    | G. Takens       |  |  |  |
|  | Belgio (bandiera)      | DS    | Cees De Brouwer |  |  |  |
|  | Paesi Bassi (bandiera) | DS    | Piet Van Est    |  |  |  |

### Rosa
|  | Naz.                   |  | Sportivo               | Anno |  |  |
|  | ---------------------- |  | ---------------------- | ---- |  |  |
|  | Paesi Bassi (bandiera) |  | Mike Alloo             | 1985 |  |  |
|  | Belgio (bandiera)      |  | Tom De Meyer           | 1977 |  |  |
|  | Paesi Bassi (bandiera) |  | Luc Hagenaars          | 1987 |  |  |
|  | Paesi Bassi (bandiera) |  | Arne Hassink           | 1984 |  |  |
|  | Paesi Bassi (bandiera) |  | Reinier Honig          | 1983 |  |  |
|  | Paesi Bassi (bandiera) |  | Maarten Lenferink      | 1980 |  |  |
|  | Paesi Bassi (bandiera) |  | Maarten Mandemakers    | 1985 |  |  |
|  | Paesi Bassi (bandiera) |  | Peter Mohlmann         | 1982 |  |  |
|  | Paesi Bassi (bandiera) |  | Wouter Mol             | 1982 |  |  |
|  | Paesi Bassi (bandiera) |  | Wout Poels             | 1987 |  |  |
|  | Paesi Bassi (bandiera) |  | Norbert Poels          | 1983 |  |  |
|  | Paesi Bassi (bandiera) |  | Ger Soepenberg         | 1983 |  |  |
|  | Paesi Bassi (bandiera) |  | Wim Stroetinga         | 1985 |  |  |
|  | Paesi Bassi (bandiera) |  | Peter van Agtmaal      | 1982 |  |  |
|  | Paesi Bassi (bandiera) |  | Eelke van der Wal      | 1981 |  |  |
|  | Paesi Bassi (bandiera) |  | Jelle van Groezen      | 1980 |  |  |
|  | Paesi Bassi (bandiera) |  | Jean-Pierre Verstraten | 1979 |  |  |

## Palmarès

### Corse a tappe
- Olympia's Tour

4ª tappa (Wim Stroetinga)
- Ronde van de Provincie Antwerpen

3ª tappa (Wim Stroetinga)
- Tour de Gironde

3ª tappa (Peter van Agtmaal)

### Corse in linea
- Ronde van Overijssel (Mike Aloo)
- Drie Zustersteden (Ger Soepenberg)

### Campionati nazionali
- Campionato olandese su pista

Mezzo fondo (Reinier Honig)
Medison: (Wim Stroetinga)
Scratch: (Wim Stroetinga)

## Classifiche UCI

### UCI Europe Tour
Individuale
Piazzamenti dei corridori della P3 Transfer nella classifica dell'UCI Europe Tour 2006.
| Pos. | Ciclista            | Punti |
| ---- | ------------------- | ----- |
| 331  | Peter Möhlmann      | 53    |
| 340  | Wouter Mol          | 52    |
| 389  | Peter van Agtmaal   | 43    |
| 410  | Ger Soepenberg      | 40    |
| 571  | Reinier Honig       | 26    |
| 829  | Tom De Meyer        | 12    |
| 968  | Wim Stroetinga      | 8     |
| 1093 | Jelle van Groezen   | 6     |
| 1332 | Maarten Mandemakers | 2     |

Squadra
La P3 Transfer chiuse in sessantunesima posizione con 240 punti.